# Majvor Welander
Majvor Welander, född 15 februari 1950 i Täby, död 2016 i Skyttorp, var en svensk simmare. Hon tävlade för SK Neptun.
Welander tävlade för Sverige vid olympiska sommarspelen 1964 i Tokyo, där hon blev utslagen i försöksheatet på 400 meter frisim.
Som 11-åring 1962 tävlade Welander för första gången i svenska mästerskapet i simning, där hon tog ett SM-guld på 4 x 100 meter medley. Vid SM 1963 var Welander med i SK Neptuns lag som slog svenskt rekord på 4 x 100 meter medley och Europarekord på 4 x 100 meter frisim. 1964 tog hon SM-guld på 4 x 100 meter frisim och 4 x 100 meter medley.